# Asilomorpha
Infra-ordre
Asilomorpha (les asilomorphes) est un infra-ordre d'insectes diptères brachycères.

## Liste des super-familles et familles
Selon BioLib (4 mai 2019) :
- super-famille des Asiloidea
  - famille des Apioceridae
  - famille des Apsilocephalidae Nagatomi et al., 1991
  - famille des Apystomyiidae
  - famille des Asilidae Kirby & Spence, 1817
  - famille des Bombyliidae Latreille, 1802
  - famille des Hilarimorphidae Williston, 1896
  - famille des Mydidae Latreille, 1809
  - famille des Mythicomyiidae Melander, 1902
  - famille des Scenopinidae Westwood, 1840
  - famille des Therevidae Burmeister, 1837
- super-famille des Empidoidea
  - famille des Atelestidae
  - famille des Dolichopodidae Latreille, 1809
  - famille des Empididae
  - famille des Hybotidae
- super-famille des Nemestrinoidea
  - famille des Acroceridae Leach, 1815
  - famille des Nemestrinidae Macquart, 1834